# Захарченко, Павел Фёдорович
Па́вел Фёдорович Заха́рченко (1917—1943) — майор Рабоче-крестьянской Красной Армии, участник Великой Отечественной войны, Герой Советского Союза (1943).

## Биография
Павел Захарченко родился в 1917 году в станице Батуринская (ныне — Брюховецкий район Краснодарского края)в семье казака Фёдора Захарченко. Окончил среднюю школу и исторический факультет Ростовского педагогического института, после чего работал преподавателем. В 1939 году Захарченко был призван на службу в Рабоче-крестьянскую Красную Армию. В 1941 году он окончил 2-е Саратовское танковое училище. С июня того же года — на фронтах Великой Отечественной войны. Принимал участие в боях на Северо-Кавказском, Воронежском, Центральном и 1-м Украинском фронтах, был ранен. Участвовал в боях под Воронежем, Курской битве. К октябрю 1943 года капитан Павел Захарченко был заместителем командира по строевой части 1-го танкового батальона 150-й отдельной танковой бригады. Отличился во время битвы за Днепр.
3 октября 1943 года батальон Захарченко переправился через Днепр. Предварительно Захарченко лично провёл разведку и рекогносцировку места высадки. Батальон захватил, а затем расширил плацдарм на западном берегу Днепра, освободил населённые пункты Страхолесье, Червоный Жовтень и Горностайполь. В бою за Страхолесье Захарченко был контужен, но продолжал сражаться. 6 октября 1943 года противник предпринял три контратаки танковыми и пехотными подразделениями при поддержке авиации и артиллерии, но батальон их успешно отбил, при этом были подбиты 5 танков и один Фердинанд, уничтожено и частично рассеяно до полка наступавшей пехоты.
Указом Президиума Верховного Совета СССР от 17 октября 1943 года «за успешное форсирование реки Днепр севернее Киева, прочное закрепление плацдарма на западном берегу реки Днепр и проявленные при этом отвагу и геройство» капитан Павел Захарченко был удостоен высокого звания Героя Советского Союза. Орден Ленина и медаль «Золотая Звезда» он получить не успел, так как 25 ноября 1943 года погиб в бою за село Растяжин.
Похоронен в посёлке Чоповичи Малинского района Житомирской области Украинской ССР.
В честь Захарченко установлен обелиск и названа улица в Чоповичах, там же на постаменте установлен его танк. Также улица в его честь названа в Батуринской.

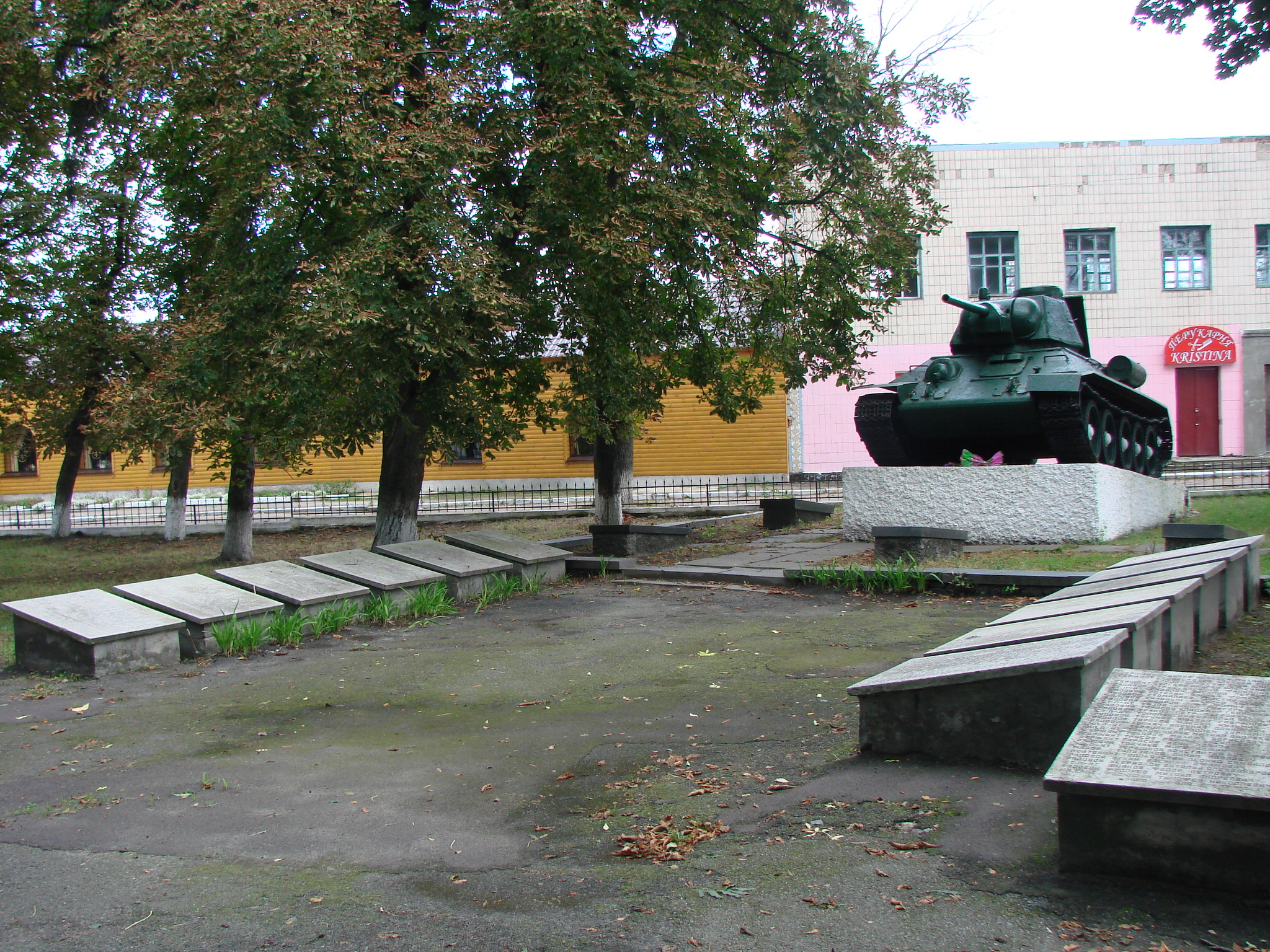
Братская могила советских воинов, братская могила жертв фашизма (220 чел.) и группа (3) одиночных могил советских воинов, среди которых похоронены Захарченко П. Ф. и Вайсер В. С. — Герои Советского Союза. Малинский район, пгт. Чоповичи.

## Награды
- Герой Советского Союза (17 октября 1943, медаль «Золотая Звезда»)[2];
- орден Ленина (17 октября 1943)[2];
- орден Красного Знамени (9 февраля 1943)[3];
- орден Красного Знамени (21 октября 1943)[4];
- орден Отечественной войны I степени (26 декабря 1943)[5];
- орден Красной Звезды (1 мая 1943 года)[6].